# Chambre de commerce et d'industrie de la Charente
 (juin 2020).
Si vous disposez d'ouvrages ou d'articles de référence ou si vous connaissez des sites web de qualité traitant du thème abordé ici, merci de compléter l'article en donnant les références utiles à sa vérifiabilité et en les liant à la section « Notes et références ».
 (juin 2020).
La chambre de commerce et d'industrie de la Charente est la chambre de commerce et d'industrie du département de la Charente. Son siège est à Angoulême au 27, place Bouillaud.
Elle fait partie de la chambre de commerce et d'industrie de région Nouvelle-Aquitaine.

## Missions
À ce titre, elle est un organisme chargé de représenter les intérêts des entreprises commerciales, industrielles et de service de la Charente et de leur apporter certains services. C'est un établissement public qui gère en outre des équipements au profit de ces entreprises.
Comme toutes les CCI, elle est placée sous la tutelle du préfet du département représentant le ministère de l'Économie et des Finances.

### Service aux entreprises
- Centre de formalités des entreprises
- Assistance technique au commerce
- Assistance technique à l'industrie
- Assistance technique aux entreprises de service
- Point A (apprentissage)

### Gestion d'équipements
- Aéroport international Angoulême-Cognac ;
- Aéroport de Cognac - Châteaubernard, conjoint à l'aérodrome militaire de la base aérienne 709 ;
- Pépinières d'entreprises.

### Centres de formation
- EMCA : École des métiers du cinéma d'animation ;
- Institut Supérieur Ingénierie Packaging en association avec le CNAM et Atlanpak ;
- Centre de formation d'apprentis (métiers de l’automobile, restauration et métiers de bouche, gestion vente, coiffure, pharmacie, industries graphiques & packaging, industrie) ;
- École de Gestion et de Commerce / École Des Managers ;
- La Cité des Formations Professionnelles (CIFOP).
- Institut consulaire de formation (ICF).

## Historique
La CCI de la Charente est née de la fusion en 2017 de la chambre de commerce et d'industrie d'Angoulême et de celle de Cognac.

## Pour approfondir